# Schuyler (Nebraska)
Schuyler ist eine Stadt und der Sitz der Countyverwaltung (County Seat) des Colfax Countys im US-Bundesstaat Nebraska.

## Geographie
Schuyler liegt am Nordufer des Platte River im Süden des Colfax County in Nebraska. Bei der Stadt kreuzen sich U.S. Highway 30 und Nebraska State Route 15.

## Geschichte
Schuyler entstand 1866 als Zugdepot der Union Pacific Railroad unter dem Namen Shell Creek Station. 1869 wurde das Platte County in drei kleinere Verwaltungseinheiten unterteilt und so entstand auch Colfax County. Ein Jahr später wurde Shell Creek Station dann in Schuyler umbenannt, offiziell als Stadt eingetragen und zum County Seat gemacht. Namensgeber war der U.S. Vizepräsident Schuyler Colfax. Wachstum erfuhr die Stadt vor allem durch Cowboys aus Texas, die ihr Vieh nach Schuyler trieben. Die Stadt hatte zu diesem Zeitpunkt über 600 Einwohner. Allerdings schränkte eine Dürreperiode und eine Heuschreckenplage in den folgenden Jahren den Einwohnerzuwachs kurzzeitig ein. Doch schon 1900 hatte die Stadt 2157 Einwohner. Die Zahlen stiegen konstant weiter auf 2500 im Jahr 1930, über 3000 (1960) und 4151 (1980) auf schließlich 6211 im Jahr 2010.

### Demographie
Laut dem United States Census 2010 hat die Stadt 6.211 Einwohner.

## Persönlichkeiten
- Bradley Vering (* 1977), Ringer, Vize-Weltmeister